# Saint-Lager-Bressac
Saint-Lager-Bressac is een gemeente in het Franse departement Ardèche (regio Auvergne-Rhône-Alpes). De plaats maakt deel uit van het arrondissement Privas. Saint-Lager-Bressac telde op 1 januari 2022 959 inwoners.

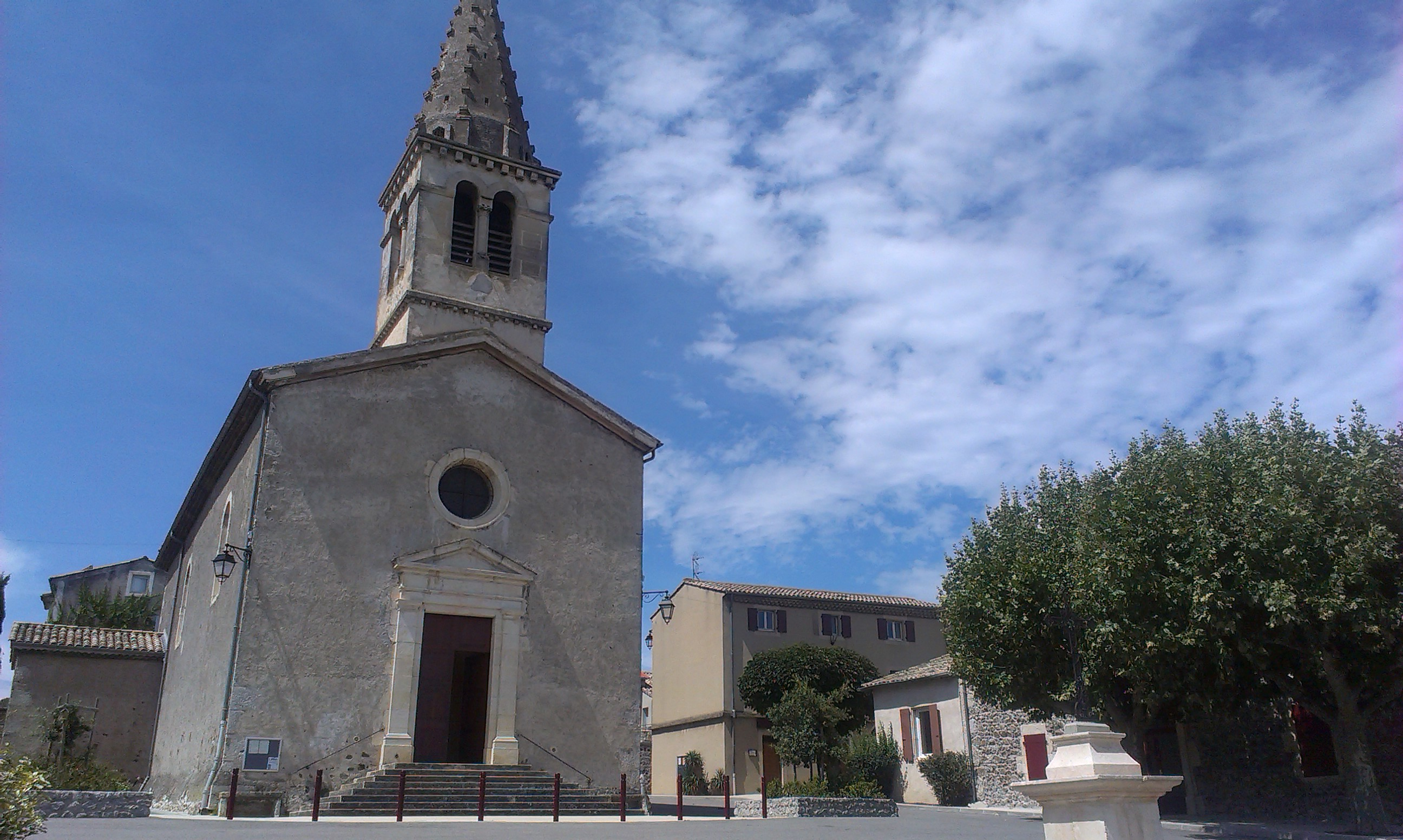
Kerk van Saint-Lager-Bressac
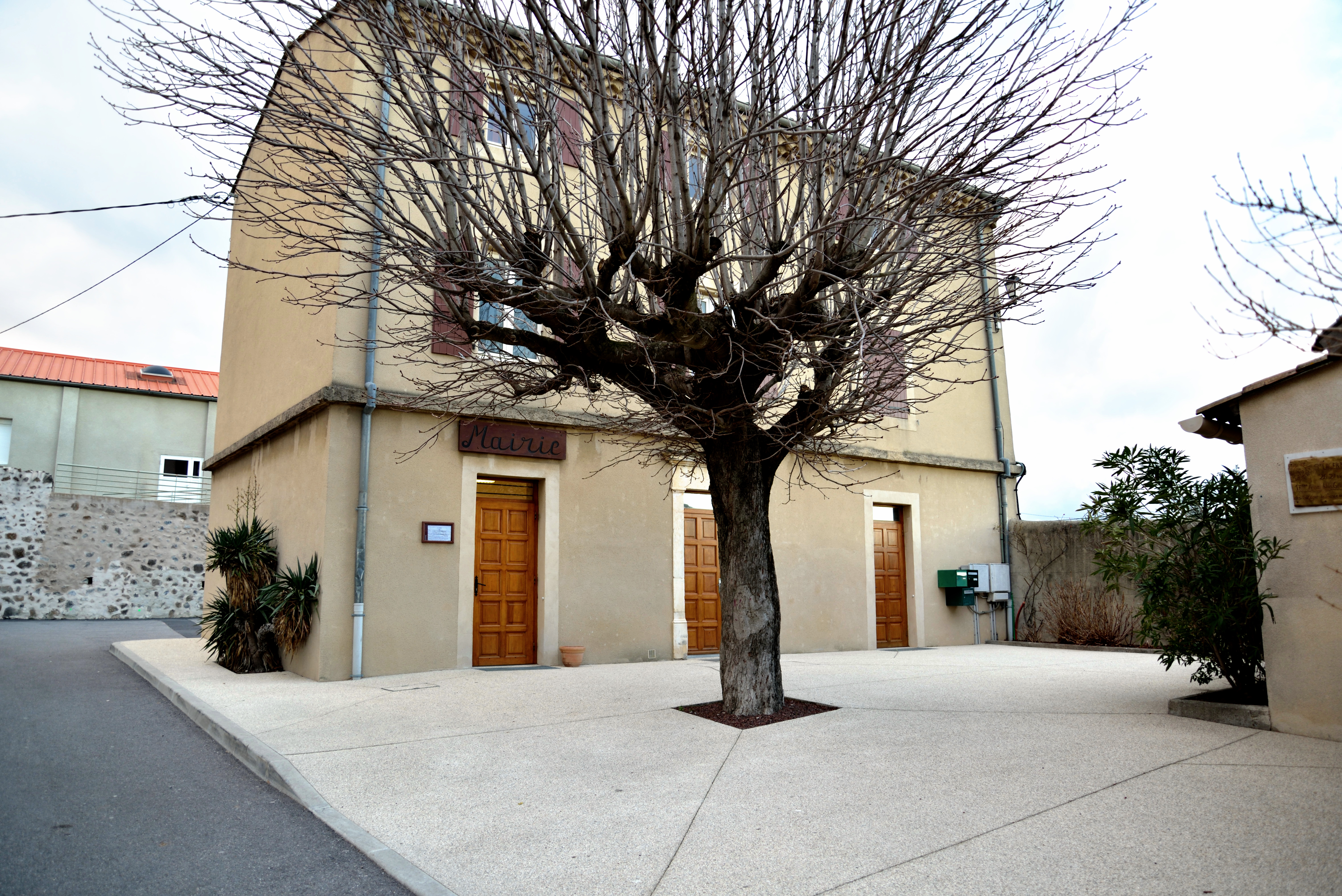
Gemeentehuis

## Geografie
De oppervlakte van Saint-Lager-Bressac bedroeg op 1 januari 2022 15,37 vierkante kilometer; de bevolkingsdichtheid was toen 62,4 inwoners per km².
De onderstaande kaart toont de ligging van Saint-Lager-Bressac met de belangrijkste infrastructuur en aangrenzende gemeenten.

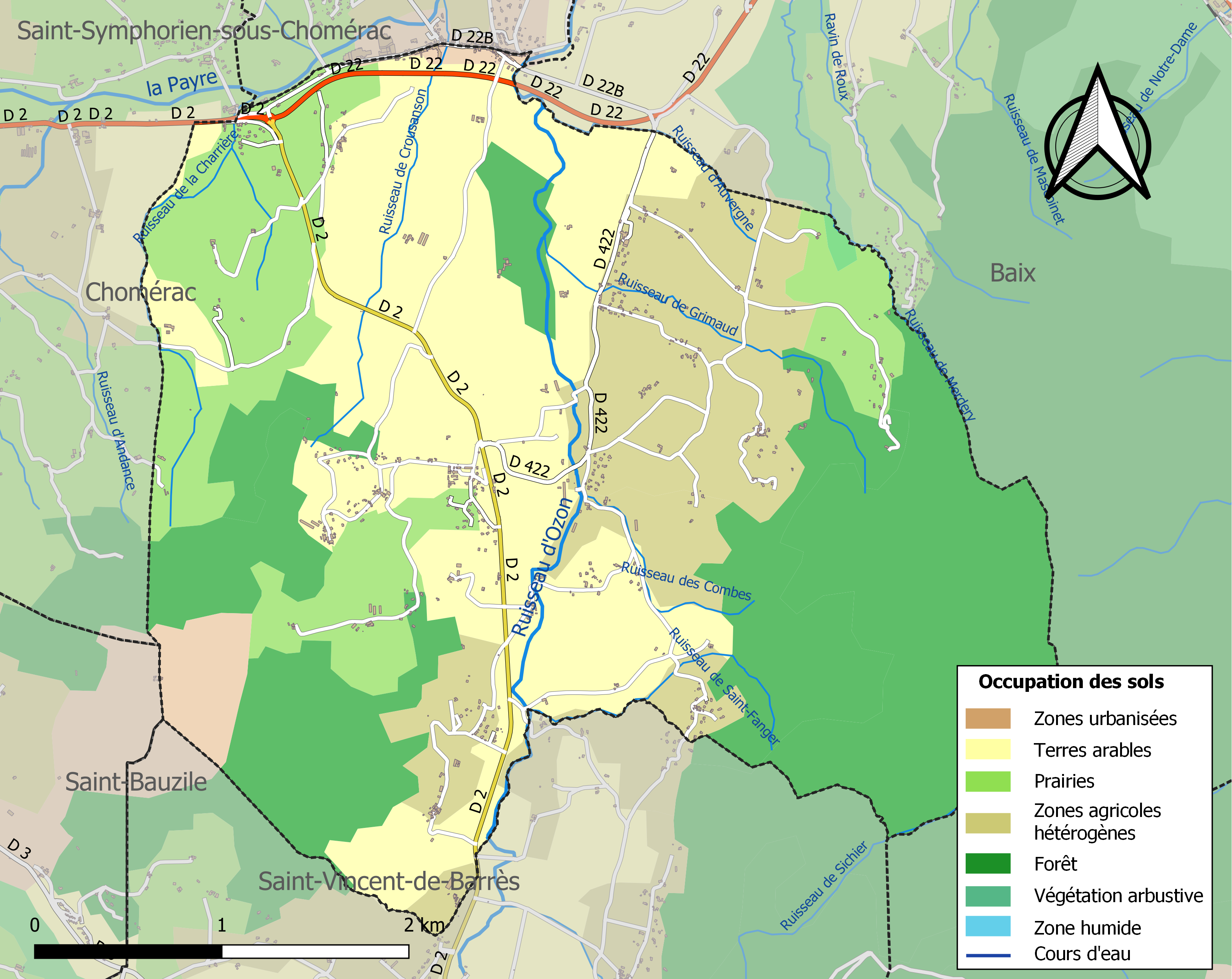

## Demografie
Onderstaande figuur toont het verloop van het inwonertal (bron: INSEE-tellingen).

Vanwege een beveiligingsprobleem met de MediaWiki Graph-software is het momenteel niet mogelijk deze grafiek weer te geven. Zodra de software is bijgewerkt zal de grafiek vanzelf weer zichtbaar worden.